# Перша англо-маратхська війна
Перша англо-маратхська війна (1775—1782) — перша з серії війн між Британською Ост-Індійською компанією та Маратхською конфедерацією.

## Передумови
1772 року в державі Маратха помер пешва Мадхав Рао I, що призвело до заплутаної боротьби за престол. Основну роль у тій боротьбі відігравав двір пешв (дарбар) у Пуне та найбільші маратхські князівства Індаур і Гваліор. Один з претендентів, Раґханатх Рао, 6 березня 1775 року підписав Суратський договір з британцями у Бомбеї, відповідно до якого обіцяв віддати їм острів Салсет і порт Бассейн (колишні португальські анклави, що перейшли до маратхів, за які британці давно змагались) в обмін на допомогу в захопленні престолу в Пуне.

## Перебіг війни
Британці виставили контингент у 2500 вояків. Об'єднана англо-маратхська армія увійшла до Гуджарату, де здобула кілька перемог, поки її не зупинило невдоволення з Калькутти — головного міста Ост-Індійської компанії. Загонам з Бомбею наказали повернутись до табору, а британський посол вирушив до Пуне на перемовини з радою регентів при пешві. Він відмовився від підтримки Раґханатха Рао в обмін на компенсацію й поступку Салсета.
Оскільки британські умови не були прийняті, 1778 року у Бомбеї була зібрана армія в 4000 вояків, що знову прийшла на допомогу Раґханатху Рао. Того разу британська армія була вщент розбита у Західних Гатхах на підступах до Пуне на початку 1779 року біля містечка Вадгаон. Відповідно до підписаного на місці розгрому договору, британці зобов'язались залишити всі території, отримані Бомбейським президентством починаючи від 1773 року.
Генерал-губернатор Воррен Гастінгс відкинув умови Вадгаонської угоди, й відрядив війська з Бенгалії до Гуджарату сушею. Маратхи були розбиті при Ахмедабаді й Бассейні, утім 1781 року вони змогли відкинути британців, які рухались через Гхати до Пуне.
Паралельно тривала Друга англо-майсурська війна, що на той момент складалась невдало для британців. Занепокоєний майсурськими успіхами маратхський командувач Махаджі Скіндія запропонував перемовини, на які британці зголосились.

## Наслідки
Після тривалих перемовин між британцями й маратхами 17 травня 1782 року був підписаний Салбайський договір, за умовами якого британці отримували острів Салсет, але натомість зобов'язувались сплачувати пенсіон своєму протеже Раґханатху Рао, який відмовлявся від претензій на трон. Маратхи здобували свободу щодо Майсуру.